# 茶花杜鹃
茶花杜鹃（学名：Rhododendron camelliiflorum）为杜鹃花科杜鹃花属下的一个种。

## 扩展阅读
- 維基物種上的相關：茶花杜鹃